# Dolní Domaslavice (zámek)
Zámek Dolní Domaslavice stával v obci Dolní Domaslavice na břehu říčky Lučiny. Dnes se nachází na dně Žermanické přehrady.

## Historie
První písemná zmínka o obci pochází z roku 1305, kdy je uvedena v soupisu vratislavského biskupství, a už od počátku existence byla alodním panstvím. Roku 1454 se uvádí Jan Rajko z Domaslavic a roku 1485 Jan Myloch z Domaslavic, ale není známo, o které z Domaslavic jde. V 16. století obec vlastnili Tlukové z Tošanovic. V roce 1600 ji vlastní Anna Marklovská z Žebráče, od níž ji roku 1603 kupuje Adam Scipion z Kretčína. V dalších letech se zde vystřídala celá řada majitelů – např. páni z Třánkovic, Skrbenští z Hříště, Harasovští z Harasova – až se roku 1756 dostává do vlastnictví Janušovských z Vyšehradu. V roce 1804 nechal Jiří Ohm Janušovský z Vyšehradu v obci postavit zámek. V roce 1836 jej vlastnil kupec František Knězek z Nového Jičína, dále Rudolf Moselr, Felix Roter, v roce 1876 Jakub Kulban, v roce 1883 Pavel Goch a v roce 1884 Artur a Emilie Gochovi. Roku 1903 došlo k rozparcelování statku a zámek odkoupil Jan Slanina, který v hospodářských budovách v roce 1918 zřídil garáž pro autobusy. V roce 1945 zámek vlastnili ČSAD, kterým byl v roce 1951 zamítnut příspěvek na údržbu. Po dokončení výstavby Žermanické přehrady v roce 1958 byl zbořen a místo zatopeno.